# Дворянское собрание (Уфа)
Дворянское собрание Уфы — орган дворянского сословного самоуправления Уфы с 1867 по 1917 года. На дворянском собрании решались дворянские и общеместные дела, избирали предводителей дворянства, исправников. После реформ 1860 года на дворянском собрании решались в основном дела дворянства.
Первым дворянским предводителем, избранным в 1767 году, был коллежский асессор Селиверст Матвеевич Артемьев, в дальнейшем предводителя избирали каждые 2 года, после 1782 года — на 3 года.
До 1854 года Дворянское собрание в Уфе располагалось в разных частных домах.
Здание дворянского собрания Уфы, построенное в середине XIX в., находится в Кировском районе Уфы по адресу улица Ленина, 14.

## История
В XVIII—XIX вв. Уфа была одним из самых дворянских городов Урала. В частности, в 1797 г. дворяне составляли около 15 % населения Уфы, а к 1864 г. эта доля возросла почти до 19 %. Дворянское, или Благородное собрание было основано в Уфе в 1819 году. Довольно много было дворян, находящихся здесь по причине ссылки или опалы.
Вначале здесь проживали дворяне из родовитых родов Аничковых, Гладышевых, Сумароковых, Самариных, Кольцовых, Каловских, Барсуковых, Ураковых. В дальнейшем в их число вошли дворяне из рядов уфимских чиновников, новокрещен, татарских мурз, а потом — и из числа башкир, особенно после указа Екатерины II 1785 г., когда право производить в дворяне было пожаловано Уфимскому Дворянскому собранию.
Для Дворянского собрания в 1844—1856 гг., когда численность уфимских дворян была около двух тысяч, было построено отдельное здание в классическом стиле по проекту архитектора Хабарова. Оно было двухэтажным каменным с железной кровлей и деревянными перекрытиями. Выполнено было в классическом стиле Вестибюль был украшен орнаментом, парадная лестница была отлита из чугуна, а на фасаде был лепной герб Уфы, одно время утерянный, а ныне восстановленный. На несколько десятков лет здание стало главным местом уфимских дворян.
Торжественное открытие здания Дворянского собрания (проект зодчего Хабарова, архитектор А. А. Гопиус) состоялось в 1856 г. В 1885 г. в его здании размещалось Общество любителей пения, музыки и драматического искусства, объединившее дворян, чиновников и уфимскую интеллигенцию. 6 мая 1891 г. здесь выступил Фёдор Иванович Шаляпин в роли старого слуги в опере Рубинштейна «Демон». В память о певце около здания Дворянского собрания в 2007 г. был поставлен памятник, а в 1967 году дочерью певца, И.Ф. Шаляпиной, на фасаде здания была открыта мемориальная доска.
Всё изменилось с Революцией 1917 г. Уфимские дворяне были объявлены вне закона и подверглись репрессиям, в 1918 г. здание было разграблено солдатами Пятой Красной Армии, архив был сожжён. В здании разместился интернат для детей, эвакуированных из Центральной России в связи с голодом.
В 1920-е годы в здании были Дома крестьянина, затем Центральный коммунистический клуб, Клуб союза торговых служащих.
В 1940-е гг. здесь хранился Центральный партийный архив ВКП (б), среди которых были рукописи Ленина и Карла Маркса.
В период 1930—1960 гг. в здании Дворянского собрания находилась Республиканская библиотека, которую сменило Музыкальное училище. В 1964 г. это здание посетил Дмитрий Шостакович, который был тогда руководителем Российской композиторской организации. Здесь был проведён выездной пленум Союза композиторов России, состоялась Неделя башкирской музыки.
В 1968 г. в здании Дворянского собрания был открыт Уфимский государственный институт искусств, с 2003 г. называющийся Уфимская государственная академия искусств им. Загира Исмагилова, вплоть до 8 декабря 2015 года, когда Приказом Министерства Культуры Российской Федерации №3004 Академия была переименована в Уфимский государственный институт искусств.
Первым ректором УГИИ был выдающегося композитор, народный артист СССР, лауреат Государственной премии РСФСР имени Глинки Исмагилов Загир Гарипович, имя которого Институт носит и по сей день.